# Powerbreak

Logo der DEL

Powerbreak ist ein englischer Begriff aus dem Eishockey und bezeichnet eine kurze Werbeunterbrechung während des Spiels. Seit 2012 gibt es in der Deutschen Eishockey Liga (DEL) in jedem Drittel nach 8 Minuten Spielzeit eine solche Werbepause.

## Ursprung
Der Ursprung des Powerbreaks liegt in den USA. Dort sind diese Pausen unter dem Namen Commercial Breaks gang und gäbe. In der NHL gibt es drei solcher Werbepausen pro Drittel nach 6, 10 und 14 Minuten Spielzeit. Inzwischen sind Powerbreaks in sämtlichen Top-Ligen und internationalen Turnieren Standard.

## Einführung in der DEL
2012 wurden auch in der DEL Powerbreaks eingeführt. Die Einführung erfolgte auf Initiative der DEL und TV-Partner ServusTV. Zuerst wurden die Powerbreaks nur bei circa 80 Spielen, die von ServusTV live übertragen wurden, eingesetzt, ehe 2012 von der Mehrheit der 14 DEL-Klubs die allgemeine Einführung der Powerbreaks entschieden wurde.
Die reguläre Ausführung eines Powerbreaks, zum Beispiel in der DEL nach 8 Minuten Spielzeit in jedem Drittel, wird durch folgende Spielsituationen verhindert:
1. Eine Überzahl-Situation
2. Ein Tor
3. Unerlaubter Weitschuss (Icing)

Falls eines dieser Szenarien eintrifft, wird das Powerbreak, wenn nach einem späteren Abpfiff keine der oben genannten Situationen eintrifft, nachgeholt.
2020 führte auch die DEL2 Powerbreaks ein.

## Einführung in den DEB Oberligen
Mit Beginn der Saison 2024/25 wurden auch in der Eishockey-Oberliga die Powerbreaks eingeführt.